# Список плазунів Сан-Марино
Цей список є списком видів плазунів, спостережених на території Сан-Марино. У фауні Сан-Марино зафіксовано лише 12 видів плазунів: 6 видів ящірок та 6 видів змій

## Ряд Лускаті (Squamata)
Найбільший ряд плазунів. До лускатих включають змій та ящірок. Налічує понад 5 тис видів, з них у Сан-Марино трапляється 12 видів.

### Родина Веретільницеві (Anguidae)
| Українська назва                  | Латинська назва | Автор таксона  | Статус МСОП | Зображення |
| Ряд: Лускаті (Squamata)           |                 |                |             |            |
| Родина: Веретільницеві (Anguidae) |                 |                |             |            |
| Веретільниця ламка                | Anguis fragilis | Linnaeus, 1758 | LC          |            |

### Родина Ящіркові (Lacertidae)
| Українська назва              | Латинська назва   | Автор таксона      | Статус МСОП | Зображення |
| Ряд: Лускаті (Squamata)       |                   |                    |             |            |
| Родина: Ящіркові (Lacertidae) |                   |                    |             |            |
| Ящірка західна зелена         | Lacerta bilineata | (Daudin, 1802)     | NT          |            |
| Ящірка мурова                 | Podarcis muralis  | (Laurenti, 1768)   | LC          |            |
|                               | Podarcis siculus  | (Rafinesque, 1810) | LC          |            |

### Родина Сцинкові (Scincidae)
| Українська назва             | Латинська назва     | Автор таксона  | Статус МСОП | Зображення |
| Ряд: Лускаті (Squamata)      |                     |                |             |            |
| Родина: Сцинкові (Scincidae) |                     |                |             |            |
|                              | Chalcides chalcides | Linnaeus, 1758 | LC          |            |

### Родина Полозові (Colubridae)
| Українська назва              | Латинська назва        | Автор таксона    | Статус МСОП | Зображення |
| Ряд: Лускаті (Squamata)       |                        |                  |             |            |
| Родина: Полозові (Colubridae) |                        |                  |             |            |
| Мідянка звичайна              | Coronella austriaca    | Laurenti, 1768   | LC          |            |
|                               | Hierophis viridiflavus | (Lacépède, 1789) | LC          |            |
|                               | Natrix helvetica       | (Lacépède, 1789) | LC          |            |
| Вуж водяний                   | Natrix tessellata      | Laurenti, 1768   | LC          |            |
| Полоз ескулапів               | Zamenis longissimus    | Laurenti, 1768   | LC          |            |

### Родина Гадюкові (Viperidae)
| Українська назва             | Латинська назва | Автор таксона  | Статус МСОП | Зображення |
| Ряд: Лускаті (Squamata)      |                 |                |             |            |
| Родина: Гадюкові (Viperidae) |                 |                |             |            |
| Гадюка аспідова              | Vipera aspis    | Linnaeus, 1758 | LC          |            |